# Histoire d'Imbermais
L'histoire d'Imbermais est connue depuis le VIIIe siècle sous les noms de Gimberti Vallis ou Imberti Vallis.
Les moines de l'Abbaye de Saint-Germain-des-Prés y envoyèrent des colons (colonat partiaire) qui cultivaient les terres.
Au XIIe siècle, on y trouve la trace d'un Guillaume d'Imbermay (Willelmus de Imbernis)

## Château d'Imbermais
Au XIe siècle, le roi de France envoya ses troupes pour mater la révolte des seigneurs d'Imbermais et fit raser le donjon peut être vers 1100. Il ne reste du château-fort que des souterrains impraticables.

À la fin du XVIe siècle, François Joulet, construit un nouveau château, dont Gabrielle le Forestier fera la description : 

« … du lieu seigneurial d'Imbermais se consistant en un grand corps d'hôtel contenant plusieurs chambres à demeurer, grenier et caves dessous, granges, écuries, pressoir, cour et jardin avec un puits étant en ladite cour, le tout en un tenant contenant un arpent et demi de terre au environ (10 000 m2), clos et environné de toutes parts de murailles de chaulx, sable et pierres, juste d'un côté d'une grande place appelée le billoir, d'un autre côté la garenne dudit Imbermais, d'un bout, la rue du village ; d'autre bout ladite place vague, au dedans duquel jardin est construit bâti et édifié un colombier à pieds, item une chapelle fondée en l'honneur et au nom de St-Jacques, le droit de patronage de laquelle appartient à ladite demoiselle d'Imbermais. Item le moulin à vent de présent en ruine et la place sur laquelle il était bâtit… »

Un pavillon fut rajouté au château par Clair de la Rivière au XVIIIe siècle.
Le château fut transformé en ferme après la Révolution et détruit au début du XXe siècle.

## Chapelle Saint-Jacques d'Imbermais
En 1521, l'église Saint-Jacques d'Imbermais est citée dans un testament : « ecclesia sancti jacobi de Imbermez ».
Le 21 septembre 1613, l'église fut visitée par Simon de Monfort, prêtre, curé, chanoine sur commandement de l'évêque de Chartres, ce qui nous permet d'en avoir une description précise :

« … se transporte audit lieu d'Imbermais où étant, nous a été montré la chapelle dudit lieu d'Imbermais fondée de St-Jacques et enclose dans le lieu seigneurial dudit Imbermais ; en laquelle il y a deux portes construites, savoir : la grande et principale ouvrant et regardant vers l'occident, et l'autre ouvrant sur le jardin dudit lieu seigneurial vers le septentrion et laquelle chapelle par le dehors avons trouvé bien bâtie de grosses pierres de taille, cailloux, pierretage et maçionnerie couverte de tuiles et autour d'icelle une ceinture au titre noir qui est environ à la hauteur de sept pieds et en icelle ceinture en divers endroits sont peintes les armes armoiries dudit feu Sieur de Chastillon qui sont croix d'argent sans nombre en champ de gueule avec l'écu porté par deux licornes. Ce fait nous sommes transportés enet au-dedans de ladite chapelle avons trouvée bien enduite et plâtrée, garnie de sièges de plâtre, pavée en bas de pavés carrés et briques, et lambrissée de lambris par le haut, autour d'icelle aussi par dedans avons vu et remarqué une ceinture en divers endroits sont aussi peintes les armes ou armoiries dudit seigneur de Châtillon. Et passant autour d'icelle, avons trouvé deux autels savoir : un grand et un petit au côté gauche, iceux deux autels couverts de nappes de chambre et ledit grand autel garni d'un contretable environné d'un tour de menuiserie peint, celui grand autel et contretable ornés et garnis de parements de velours noir, une chasuble de velours noir et autres ornements requis pour célébrer la Sainte Messe.
Plus nous avons trouvé et remarqué environ le milieu de la dite chapelle; une représentation couverte d'un drap mortuaire aussi de velours noir et accommodée d'une croix de satin blanc où sont pareillement appliqués en broderie lesdites armes ou armoiries dudit feu sieur de Châtillon, sous laquelle on nous dit être la sépulture d'icelui sieur de Châtillon. Comme aussi avons vu et nous ont été présentés autres parements, d'autres chasubles, tuniques et ornements de camelot rouge cramoisis et verts, requis et ordonnés pour célébrer tant la Messe que Vêpres, suivant ordonnances et constitution de l'Église. De laquelle visitation ladite Demoiselle Gravelle nous a requis lui vouloir délivrer procès-verbal ce que nous avons accordé de faire. »

Un autre document nous apprend que l'église :

« avait 47 pieds de longueur, 22 de large et les murs 15 pieds. Elle a la forme des églises ordianires, nef, sanctuaire séparés par des balustrades, bancs à demeure pour les assistants de dehors et porte principale à son pignon et ouvrant sur la voie publique qui elle-même a été interceptée par MM. d'Imbermais. Elle a grand lutrin pour les chantres, des fondations à messes hautes même avec diacre, sous-diacre, encens et grande croix pour les évangiles. Elle a un clocher proéminent et cloche solennellement bénie en 1729, le 7 septembre et nommée "Suzanne" (l'épouse de Robert de la Rivière, seigneur d'Imbermais : Suzanne le Forestier, était morte en 1728) Cette cloche annonçait les offices publics les dimanches et fêtes avant la Révolution, l'arrivée des processions de Marville et de Tréon aux Rogations  et les rassemblements en icelle chapelle aux jours de Pâques, pour y chanter entre eux… filii et le jour de la Toussaint, le soir, pour prier les morts. »

Elle devient chapelle de St-Jacques d'Imbermais dans le pouillé de 1738. Clair de la Rivière fit démolir les sièges en plâtre de la chapelle et les remplaça par des sièges en planches tout autour de la nef et icelle au mur pour la commodité du public.
La chapelle fut désaffectée en 1790.